# Chirvan (Iran)
Pour les articles homonymes, voir Chirvan.
Chirvan, Shirvan, Shīravān, Şêrvan, Sherwan, (en persan : شيروان, Širvân) est une ville du Khorassan septentrional (dont la capitale provinciale est Bodjnourd), en Iran.

## Géographie
Il y a des grottes non loin de la ville.
| 1986   | 1991   | 1996   | 2006   | 2009   |
| ------ | ------ | ------ | ------ | ------ |
| 48 688 | 58 940 | 70 028 | 82 790 | 87 196 |

## Histoire
La région a été habitée depuis l'Antiquité. 
Vers 663, pendant le règne du calife Uthman, la région est conquise par les Arabes. 
Le shah Nader s'est fait couronner en 1736 sur une colline voisine, haute d'environ 30 m.
Dans son Itinéraire de Moscou au royaume de Perse, le marchand Fédot Afanassiévitch Kotov décrit la ville de Shirvan qu'il visite en 1623.